# Aspenes
Aspenes est une localité du comté de Nordland, en Norvège.

## Géographie
Administrativement, Aspenes fait partie de la kommune de Sørfold.